# Gudbrand Skatteboe
Gudbrand Gudbrandsen Skatteboe (18. července 1875 Øystre Slidre – 3. dubna 1965 Øystre Slidre) byl norský sportovní střelec.
Na Athénských olympijských mezihrách v roce 1906 se stal prvním norským olympijským vítězem v individuální soutěži. Získal zde tři zlaté medaile ve střelbě jednotlivců, a to z pušky vestoje, vleže a ze tří pozic. S norským týmem puškařů navíc skončil v Athénách na druhém místě. Na Letních olympijských hrách 1908 byl členem vítězného družstva ve střelbě z pušky na 300 metrů. V roce 1911 se stal mistrem Norska ve střelbě. Startoval také na LOH v letech 1912 a 1920, v obou případech získal ve střelbě družstev na 300 m stříbrnou medaili.
Reprezentoval klub Oslo Østre Skytterlag, kde byl později předsedou. Působil také ve střelecké organizaci Det frivillige Skyttervesen. Pracoval jako advokát a makléř, v roce 1922 se stal generálním ředitelem Kristiania Industri- og Handelsbank.